# 宇野邦一
宇野 邦一（うの くにいち、1948年7月30日 - ）は、日本の哲学者、フランス文学者、翻訳家。立教大学名誉教授。
専門は映像身体論、身体論、現代思想。

## 経歴
島根県松江市出身。京都大学文学部仏文学科卒業。パリ第8大学でジル・ドゥルーズの指導を受け、アントナン・アルトーについての研究で1980年に博士号取得。1979年、「文学の終末について」で第22回群像新人文学賞評論部門優秀作。神戸市外国語大学を経て、1987年より立教大学に勤務。同大学現代心理学部教授。2014年退任。

## 著書

### 単著
- 『意味の果てへの旅 - 境界の批評』（青土社） 1985
- 『風のアポカリプス』（青土社） 1985
- 『外のエティカ - 多様体の思想』（青土社） 1986
- 『混成系 - 死と批評』（青土社） 1988
- 『予定不調和 - 境界の小説』（河出書房新社） 1991
- 『日付のない断片から』（書肆山田） 1992
- 『物語と非知』（書肆山田） 1993
- 『ジュネの奇蹟』（日本文芸社） 1994
- 『D 死とイマージュ』（青土社） 1996
- 『アルトー - 思考と身体』（白水社） 1997、新装版 2011
- 『詩と権力のあいだ』（現代思潮社） 1999
- 『他者論序説』（書肆山田） 2000
- 『ドゥルーズ - 流動の哲学』（講談社選書メチエ） 2001、講談社学術文庫 2020
- 『反歴史論』（せりか書房） 2003、講談社学術文庫 2015
- 『ジャン・ジュネ 身振りと内在平面』（以文社） 2004
- 『破局と渦の考察』（岩波書店） 2004
- 『＜単なる生＞の哲学 - 生の思想のゆくえ』（平凡社） 2005
- 『映像身体論』（みすず書房） 2008
- 『ハーンと八雲』（角川春樹事務所） 2009、ハルキ文庫 2025
- 『ドゥルーズ - 群れと結晶』（河出書房新社、河出ブックス） 2012
- 『The Genesis of an Unknown Body』（n-1 publications） 2012
- 『アメリカ、ヘテロトピア 自然法と公共性』（以文社） 2013
- 『吉本隆明 - 煉獄の作法』（みすず書房） 2013
- 『〈兆候〉の哲学』（青土社） 2016
- 『土方巽 - 衰弱体の思想』（みすず書房） 2017
- 『政治的省察 - 政治の根底にあるもの』（青土社） 2019
- 『ベケットのほうへ』（五柳書院） 2021
- 『非有機的生』（講談社選書メチエ） 2023
- 『パガニスム - 異教者のエティカ』（青土社） 2024

### 共編著
- 『ドゥルーズ横断』（編集、河出書房新社） 1994
- 『マイノリティは創造する』（野谷文昭共編、せりか書房） 2001
- 『アメリカ・宗教・戦争』（西谷修, 鵜飼哲共著、せりか書房） 2003
- 『D・H・ロレンスとアメリカ / 帝国』（富山太佳夫, 立石弘道, 巽孝之共著、慶應義塾大学出版会） 2008

### 翻訳
- 『顔貌』（フェリックス・ガタリ、田原桂一写真、PARCO出版局） 1988
- 『伴侶』（サミュエル・ベケット、書肆山田） 1990
- 『見ちがい言いちがい』（サミュエル・ベケット、書肆山田） 1991
- 『また終わるために』（サミュエル・ベケット、高橋康也共訳、書肆山田） 1997
- 『わたしは血』（ヤン・ファーブル、書肆山田） 2007
- 『判決』（ジャン・ジュネ、みすず書房） 2012
- 『リトルネロ』（フェリックス・ガタリ、松本潤一郎共訳、みすず書房） 2014
- 『薔薇の奇跡』（ジャン・ジュネ、光文社古典新訳文庫） 2016
- 『黒人理性批判』（アシル・ムベンベ、講談社選書メチエ） 2024
- 『ヘリオガバルス』（ジャン・ジュネ、鈴木創士共訳、河出書房新社） 2025

### ジル・ドゥルーズ
- 『フーコー』（ジル・ドゥルーズ、河出書房新社） 1987、のち河出文庫 2007
- 『消尽したもの』（ジル・ドゥルーズ, サミュエル・ベケット共著、高橋康也共訳、白水社） 1994
- 『千のプラトー - 資本主義と分裂症』（ジル・ドゥルーズ, フェリックス・ガタリ共著、田中敏彦, 小沢秋広共訳、河出書房新社） 1994、のち河出文庫（全3巻）2010
- 『襞 - ライプニッツとバロック』（ジル・ドゥルーズ、河出書房新社） 1998、新装版2015
- 『無人島 -） 1953-1968』（ジル・ドゥルーズ、河出書房新社） 2003
- 『狂人の二つの体制 1975-1982』（ジル・ドゥルーズ、河出書房新社） 2004
- 『狂人の二つの体制 1983-1995』（ジル・ドゥルーズ、河出書房新社） 2004
- 『アンチ・オイディプス』上・下（ジル・ドゥルーズ, フェリックス・ガタリ共著、河出文庫） 2006
- 『時間イメージ』（ジル・ドゥルーズ、石原陽一郎, 江澤健一郎, 大原理志, 岡村民夫共訳、法政大学出版局） 2006
- 『ドゥルーズ・コレクション』全2巻（ジル・ドゥルーズ、監修、河出文庫） 2015
- 『フランシス・ベーコン 感覚の論理学』（ジル・ドゥルーズ、河出書房新社） 2016
- 『ドゥルーズ書簡とその他のテクスト』（ジル・ドゥルーズ、堀千晶共訳、河出書房新社） 2016
- 『プルーストとシーニュ〈新訳〉』（ジル・ドゥルーズ、法政大学出版局） 2021

### アントナン・アルトー
- 『著作集 第5巻 ロデーズからの手紙』（アントナン・アルトー、鈴木創士共訳、白水社） 1998：全5巻
- 『神の裁きと訣別するため』（アントナン・アルトー、鈴木創士共訳、河出文庫） 2006
- 『アルトー後期集成 第1巻』（アントナン・アルトー、監修、岡本健共訳、河出書房新社） 2007：全3巻 2016
- 『タラウマラ』（アントナン・アルトー、河出文庫） 2017

### 単行本未収録

#### 対談
- 宇野邦一＋瀬尾育生　「戦争機械への感性が試されている　世界史から読む現代詩」  - 『現代詩手帖』2025年9月号